# Національний музей історії України
Націона́льний музе́й істо́рії Украї́ни — провідний історичний музей України, що за кількістю та значенням колекцій є одним з найзначніших музеїв країни. Його зібрання налічує близько 800 000 експонатів, серед яких є археологічні та нумізматичні колекції світового значення, етнографічні зібрання, колекції зброї, пам'яток декоративно-ужиткового мистецтва, рукописів, стародруків, творів живопису та графіки, реліквії українського національно-визвольного руху ХХ століття, що відображають історію України від найдавніших часів до сьогодення. Найбільш цінні колекції виробів з дорогоцінних металів та коштовного каміння зберігаються у філії музею — Скарбниці. Заснований у 1899 році, з 1944 року музей розташовується в історичному серці Києва на Старокиївській горі. Будівля музею, що є пам'яткою архітектури, збудована у 1937–1939 роках за проєктом Йосипа Каракіса.

## Назва
Музей багаторазово змінював свою назву:
- 1899—1904 рр. — Музей старожитностей та мистецтв.
- 1904—1917 рр. — Київський художньо-промисловий і науковий музей ім. государя імператора Миколи Олександровича.
- 1917—1919 рр. — Київський художньо-промисловий і науковий музей (Національний український музей).
- 1919—1924 рр. — Перший державний музей.
- 1924—1935 рр. — Всеукраїнський історичний музей ім. Т. Шевченка.
- 1935—1941 рр. — Центральний історичний музей.
- 1942—1943 рр. — Крайовий музей до- і ранньої історії або Крайовий музей прадавньої та давньої історії або Крайовий музей первісної та стародавньої історії (під час німецької окупації).
- від листопада 1943 р. — Державний Центральний історичний музей.
- 1944—1945 рр. — Державний Республіканський історичний музей.
- 1946—1950 рр. — Державний історичний музей.
- 1951—1965 рр. — Київський державний історичний музей.
- 1965—1991 рр. — Державний історичний музей Української РСР.
- від жовтня 1991 року — Національний музей історії України.[1]

Поширена розмовна назва — «Історичний музей».

## Історія

### Створення та перші роки

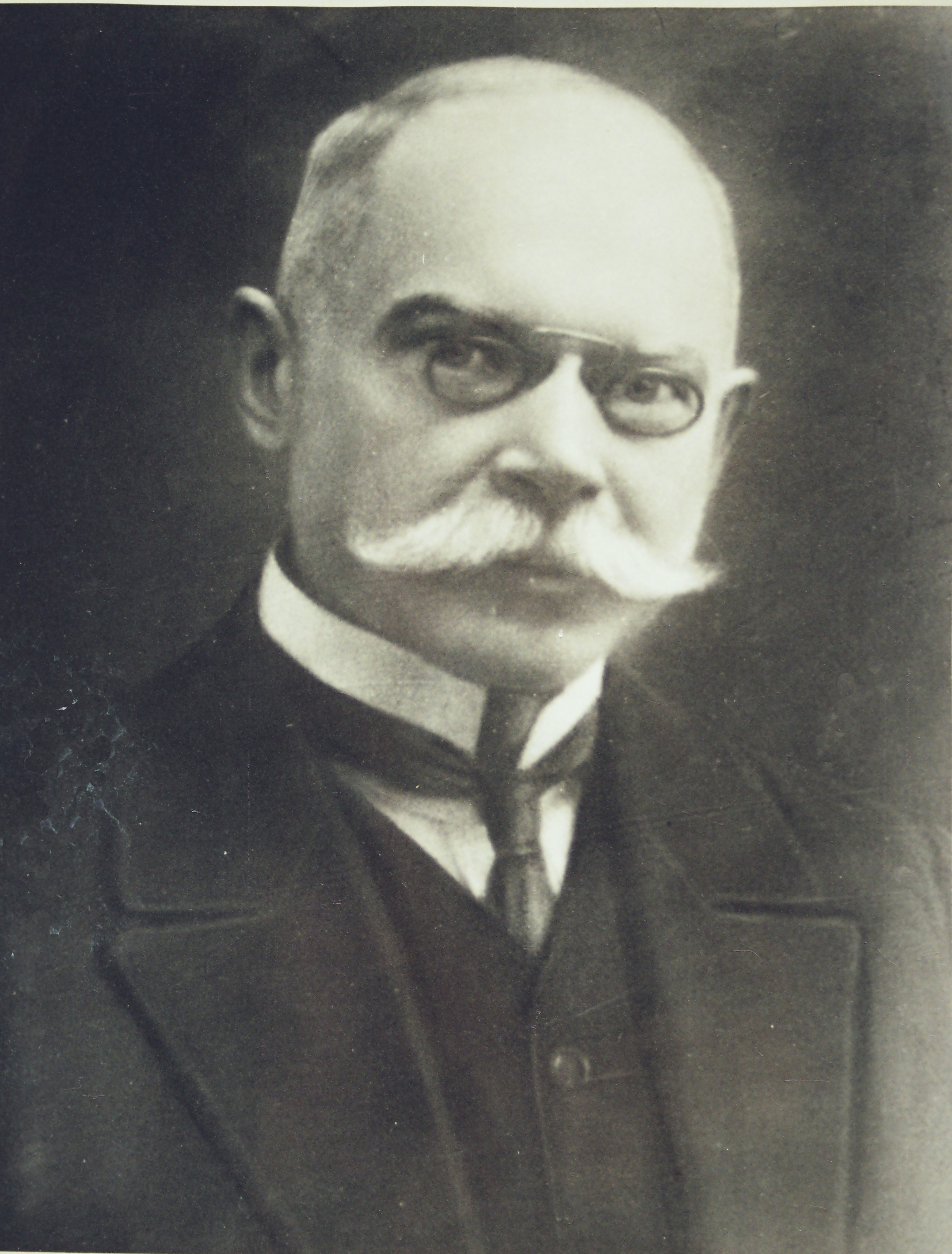
Микола Біляшівський, перший директор музею. 1912 р.

Музей розпочав свою діяльність археологічною виставкою у серпні 1899 році як Музей старожитностей та мистецтв у недобудованому приміщенні по вулиці Олександрівській (нині це будівля Національного художнього музею). Будівлю музею спроєктував знаний київський архітектор Владислав Городецький, а кошти на її спорудження зібрали кияни. Засновником музею було Київське товариство старожитностей і мистецтв, зокрема відомі вчені Вікентій Хвойка, Данило Щербаківський, Вадим Щербаківський, Микола Біляшівський.

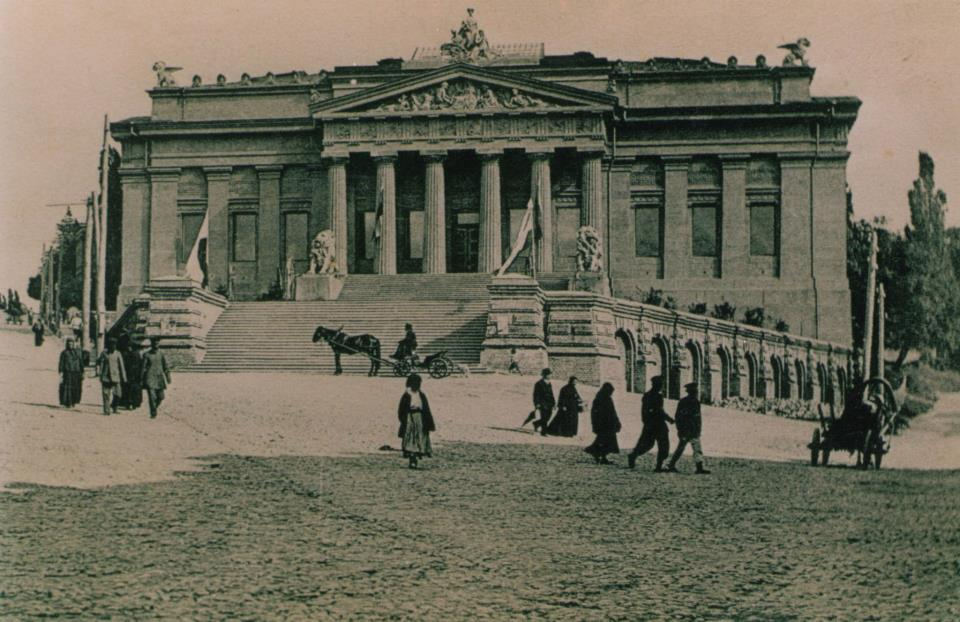
Перша будівля музею, 1904 р.

Першим відділом, створеним у музеї, був археологічний, яким керував український археолог Вікентій Хвойка. У 1902 році Микола Біляшівський став першим директором музею та відіграв значну роль у формуванні його колекцій.
Офіційне відкриття та освячення відбулося у 1904 році. Музей отримував пожертви від відомих меценатів, зокрема родин Терещенків та Ханенків, які фінансували археологічні експедиції та сприяли формуванню історичних та етнографічних колекцій. Щорічно заклад отримував пожертви — предмети прикладного мистецтва, нумізматичні колекції.
У 1909 році археологічний відділ музею налічував 15 тисяч одиниць, етнографічний — близько 13 тисяч, історичний — понад 600, художньо-промисловий — близько 400, а бібліотека — понад 1,7 тисяч книжок. Музейні колекції значно поповнилися завдяки діяльності Данила Щербаківського, який очолював історичний та етнографічний відділи. У 1910-14 рр. він організував експедиції майже до всіх українських губерній Російської імперії.
У 1912 році було створено відділ «Старий Київ», що став частиною Київського художньо-промислового і наукового музею. Ініціатором створення комісії та розробки програми розвитку відділу був Микола Біляшівський. У той час київські часописи закликали громадян передавати цінні предмети до музею, що дозволило поповнити колекцію печатками та корогвами київських ремісничих цехів, а також барельєфом Архистратига Михаїла та статуєю Феміди з київської ратуші.

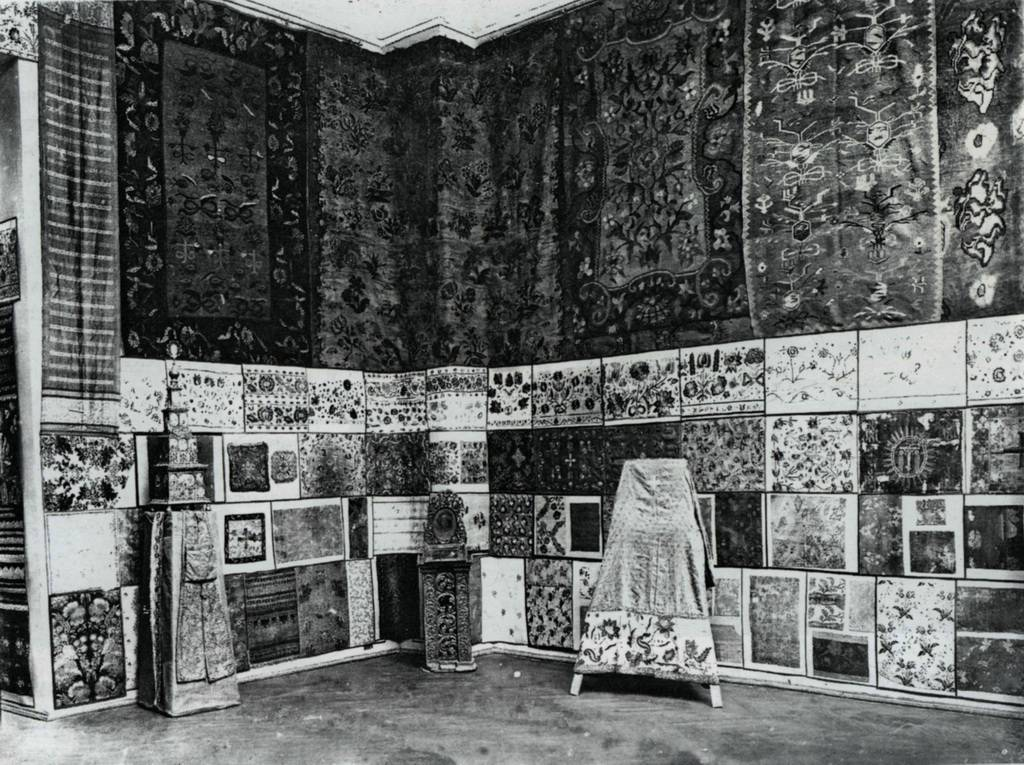
Експозиція Київського художньо-промислового і наукового музею 1900-ті рр.
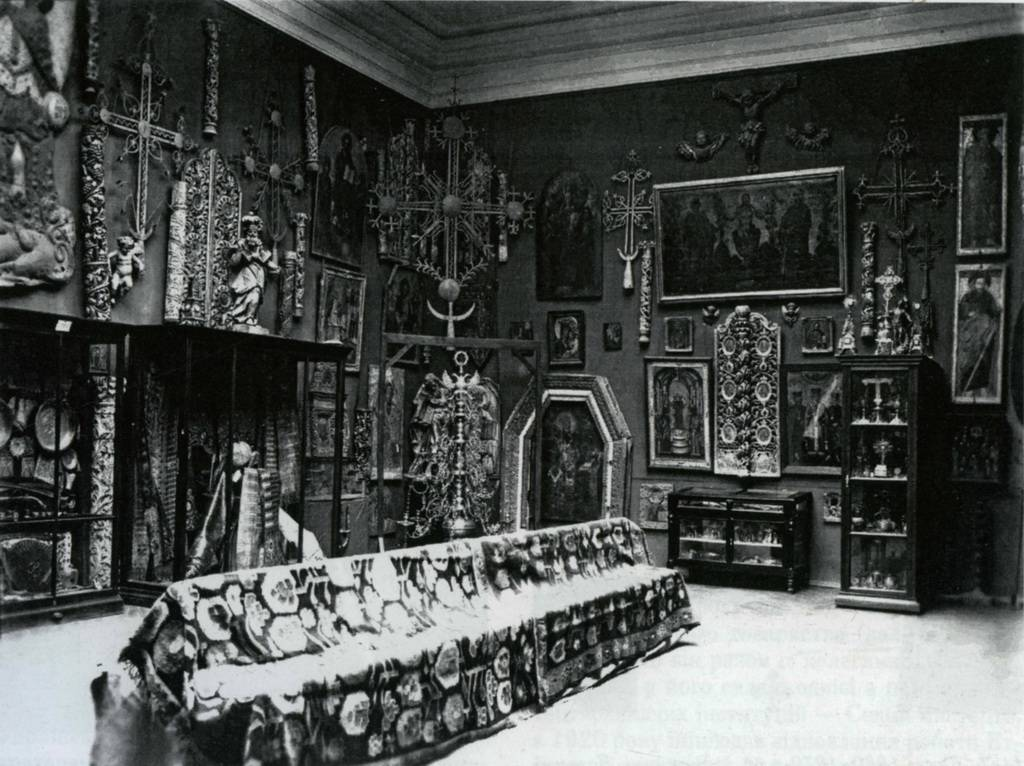
Експозиція Київського художньо-промислового і наукового музею 1900-ті рр.
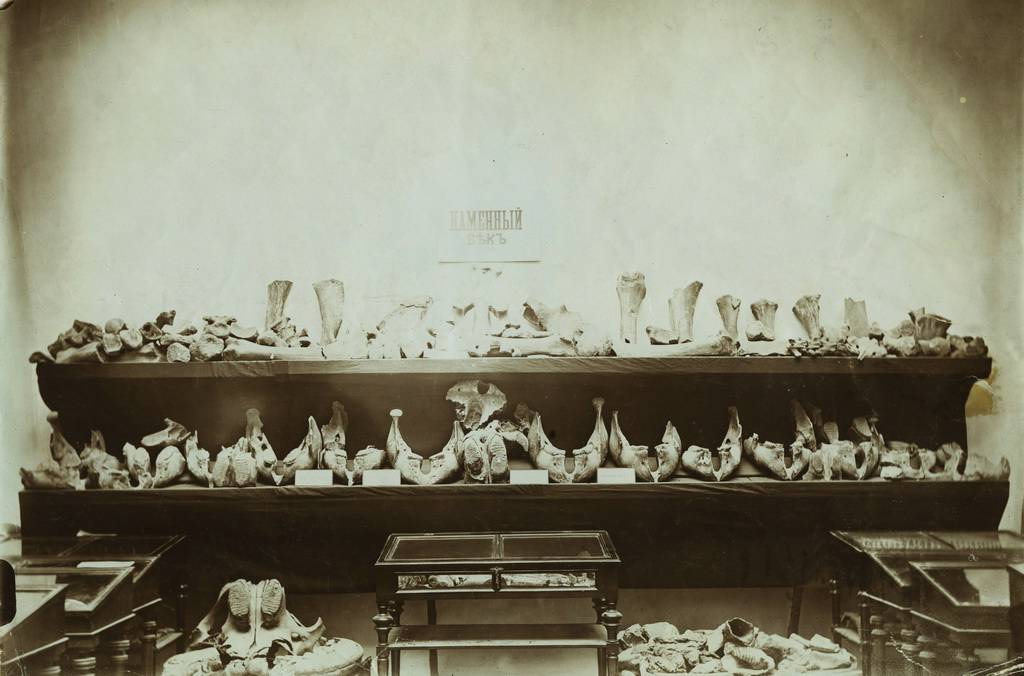
Кістки мамонта з Кирилівської палеолітичної стоянки в експозиції, 1900-ті рр.

### Перша світова та Українська революція
Після початку Першої світової війни музей продовжував свою роботу, поповнюючи фондові колекції та приймаючи відвідувачів. Він складався з археологічного, художньо-промислового, художнього, нумізматичного, історичного та етнографічного відділів, відділу «Старий Київ» та бібліотеки.
В часи Української революції (1917—1921) ідеологічно-просвітницька роль установи значно зросла. У 1917 році Микола Біляшівський розробив проєкт Національного українського музею, що мав бути створений на базі Київського художньо-промислового і наукового музею. Це питання розглядалося у період правління Центральної Ради, гетьмана Павла Скоропадського та Директорії, попри принципове схвалення цієї ідеї, через складну військово-політичну обстановку проєкт не було реалізовано.

### Більшовицька окупація
Після того, як більшовики захопили Україну, розпочався процес націоналізації культурних цінностей. Микола Біляшівський та Данило Щербаківський зробили великий внесок у порятунок цінних пам'яток, що надійшли до музейних фондів з приватних колекцій, церков, монастирів та розграбованих маєтків.
У червні 1919 року Раднарком УСРР видав спеціальний декрет, який оголосив Київський художньо-промисловий і науковий музей власністю держави та перейменував його у Перший державний музей.
Проте наприкінці 1923 року Миколу Біляшівського усунули з посади, а 21 квітня 1926 р. науковець, який перетворив музей з міського на загальнонаціональний, помер. Директором музею став колишній чекіст Андрій Вінницький, який намагався звільнити музей від усього «зайвого». Це призвело до нестерпної атмосфери в музеї, і в червні 1927 року Данило Щербаківський, зневажений таким підходом, скоїв самогубство.
У 1934 Всеукраїнський історичний музей виселили з його першої будівлі, залишивши лише експонати художнього та, частково, художньо-промислового відділів (1936 р. на їхній основі був створений Державний український музей). Історичний музей було переміщено до Музейного містечка на територію Києво-Печерської лаври, де експонати розмістили у непристосованих для цього монастирських приміщеннях.

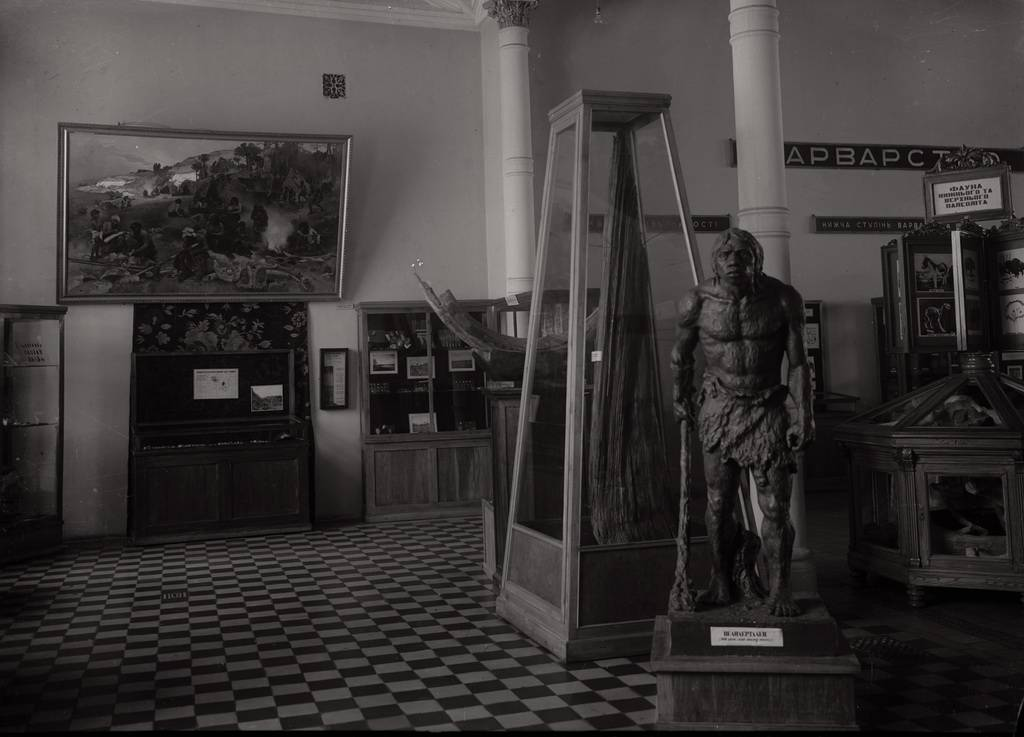
Експозиція відділу Докласового суспільства, вітрини кам’яної доби. 1940 р.
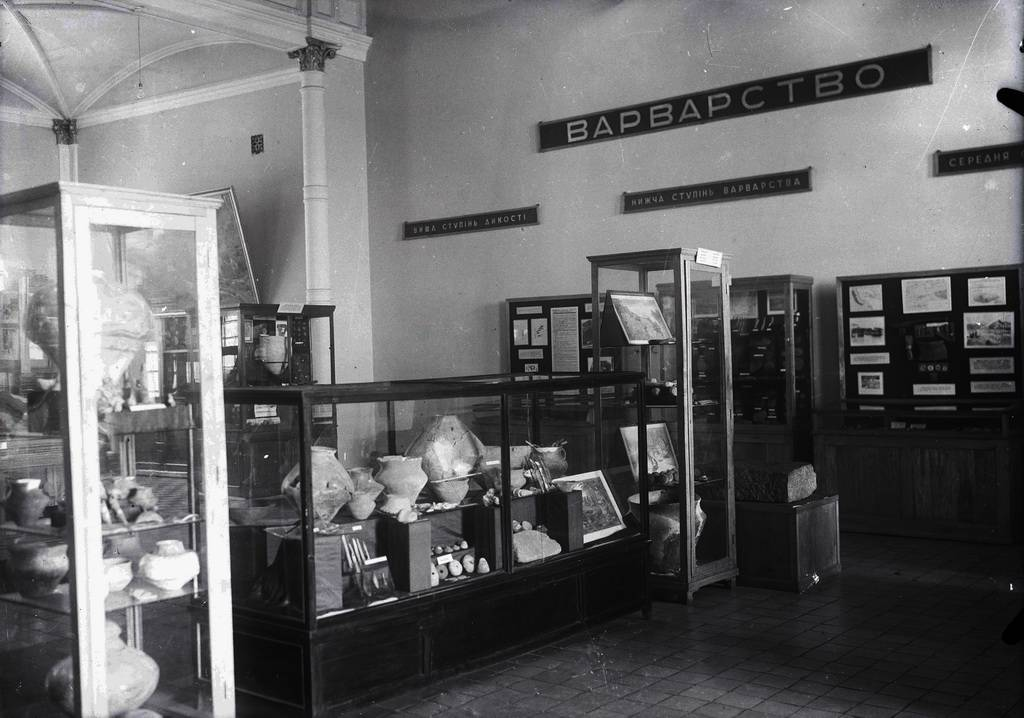
Вітрина Трипільської культури в експозиції відділу Докласового суспільства, 1939–1940 рр.
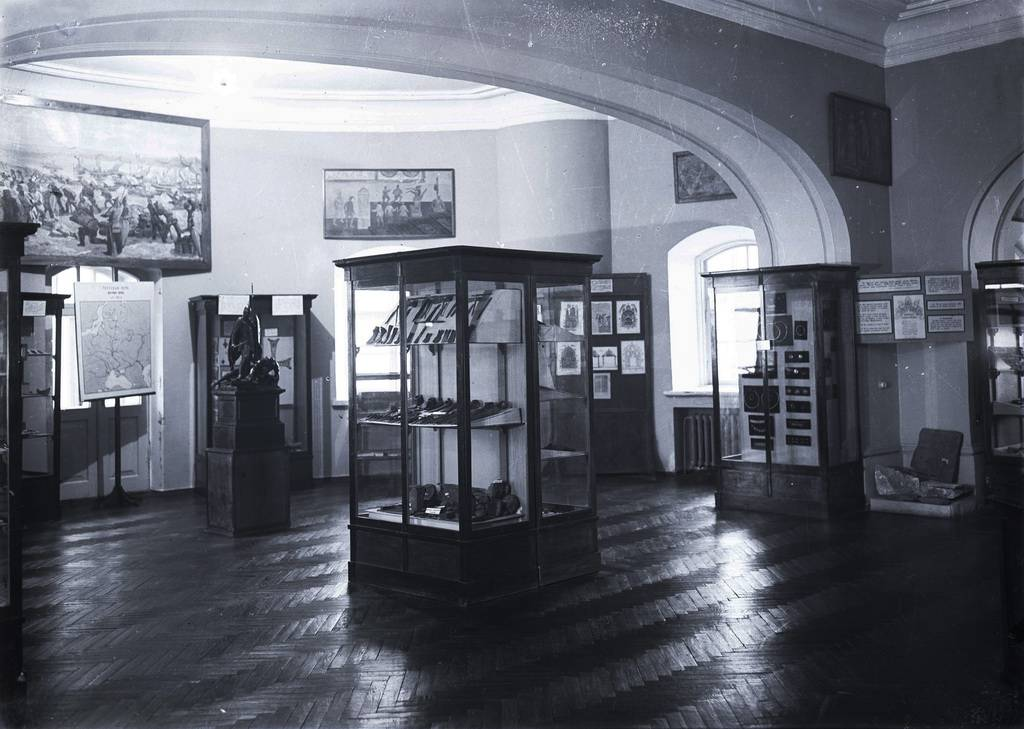
Експозиція відділу «Київська Русь» у приміщенні Лаврської Друкарні, 1939 р.

### Друга світова

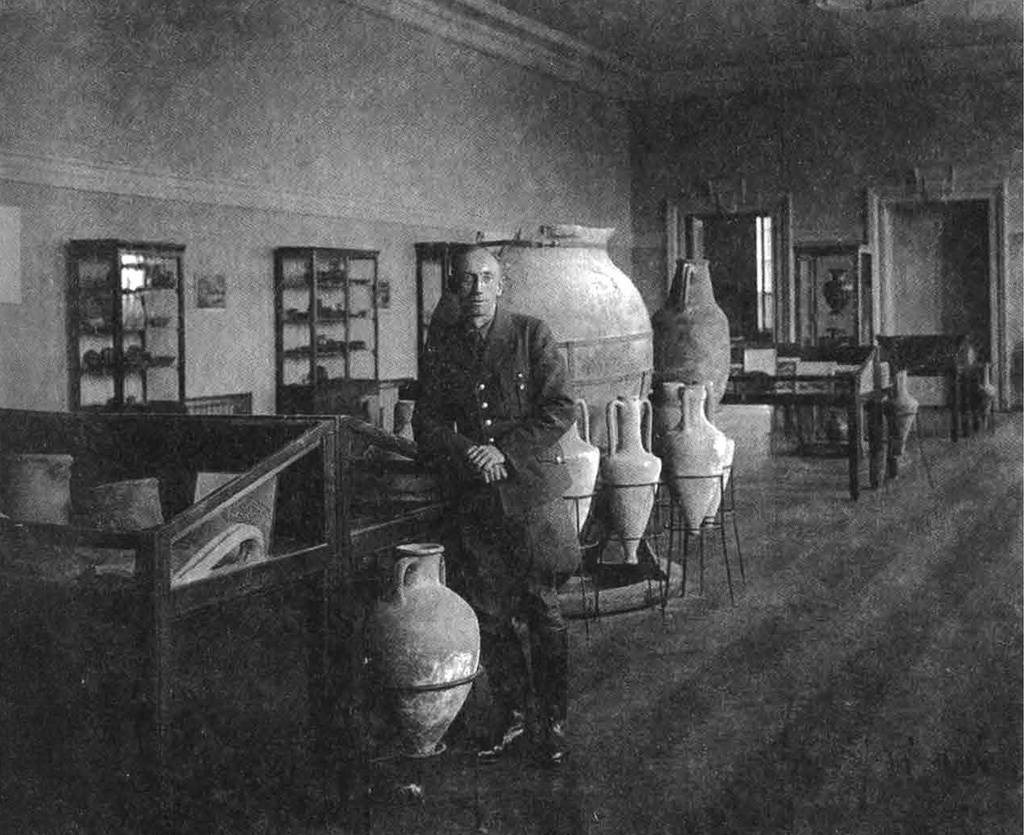
Експозиція античного залу Крайового музею до- і ранньої історії 1942 р. На фото німецький археолог Пауль Ґрімм.

Після початку німецько-радянської війни, найбільш цінні експонати евакуювали до міста Уфа (Башкортостан). Інші музейні колекції, зокрема археологічні та етнографічні, які залишилися у Києві, були переміщені до Будинку вчителя та Українського музею на вулиці Олександрівській. У 1942 році археологічний музей очолив німецький археолог Пауль Ґрімм, а його заступником був український археолог Петро Курінний. У період 1942—1943 років музей був перейменований на «Крайовий музей до- і ранньої історії». Значна кількість цінних музейних експонатів була вивезена до Третього Рейху у 1941—1943 роках.
Після вступу радянських військ до Києва, музей, який знаходився у Будинку вчителя, відновив свою діяльність у листопаді 1943 року. Деякі з колекцій музею зберігалися в інших місцях Києва.
У зв'язку з війною музейна колекція зазнала серйозних змін. Значна частина унікальних пам'яток музейної колекції була втрачена. Пізніше, за рахунок інших музеїв, таких як Львівський історичний музей, Львівський музей українського мистецтва, Одеський археологічний музей, Музей українського мистецтва, Софія Київська, Києво-Печерський заповідник та Чернігівський історичний музей, колекція музею поповнилась.
У травні 1944 року музей перевели у колишнього приміщення художньої школи імені Тараса Шевченка на вулиці Володимирській, 2, де він знаходиться й дотепер. Після війни співробітникам музею довелося довго систематизувати реевакуйовані та повернуті з Німеччини матеріали. Музей було відкрито для відвідувачів лише у 1948 році.

### Післявоєнна радянська доба

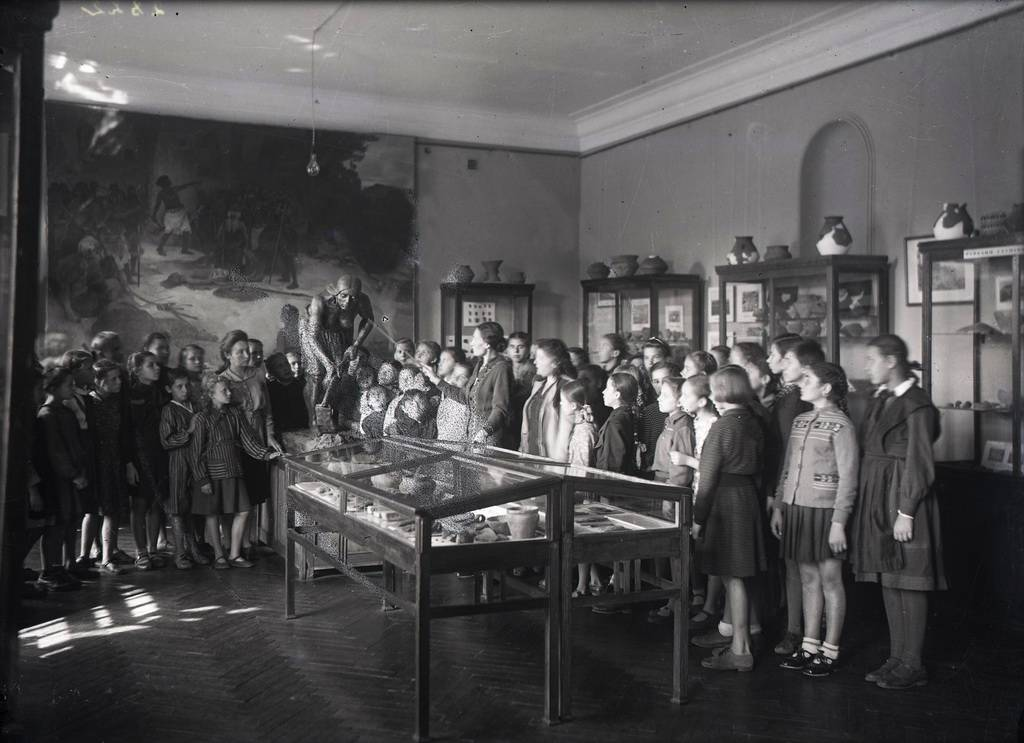
Екскурсія в експозиції трипільської культури, 1950-ті рр.

Після відкриття музею на вул. Володимирській комуністична влада використовувала його для проведення обряду прийому в піонери.
Згідно з розпорядженням Ради Міністрів УРСР від 22 листопада 1963 року, при музеї було створено спеціальний відділ «Золота Комора», який почав діяти як філія — Музей історичних коштовностей України з 1965 року.
Фонди історичного музею стали базою для створення інших його філій, таких як музей «Визволення Києва від фашистських загарбників» (зараз — Національний музей-заповідник «Битва за Київ у 1943 році») та музей «Косий капонір» (зараз — музей «Київська фортеця»). З фондів музею (25 тис. експонатів) було створено Український державний музей історії Великої Вітчизняної війни 1941—1945 років (зараз — Національний музей історії України у Другій світовій війні).
У «період застою» працівники музею сконцентрувалися на збиранні матеріалів, пов'язаних з так званими «досягненнями Радянської держави». Серед них були трудові рапорти колективів, соціалістичні зобов'язання, комплекси радянських героїв, вимпели, прапори, документи партійних з'їздів та інше. Музей повинен був пропагувати «досягнення соціалізму», нав'язуючи мешканцям УРСР та туристам ідею про «керівну та направляючу роль» Компартії в суспільстві.

### Незалежність
Після відновлення незалежності України й згідно із Постановою Кабінету Міністрів України від 15 жовтня 1991 р. на базі Державного історичного музею УРСР було створено Національний музей історії України. Таким чином музей одним із перших закладів культури України отримав статус Національного й відтоді має сучасну назву.

### Після Революції гідності
Від 26 лютого 2015 року до 16 березня 2020 р. генеральним директор музею була Тетяна Сосновська. Міністр культури В'ячеслав Кириленко написав з приводу її призначення у Twitter: «Впевнений, музей тепер запрацює по-новому». Під час зустрічі з колективом музею міністр наголосив, що настав час для підходів і експериментів, аби вдихнути життя в головний музей країни..
У листопаді 2015 музей став партнером та майданчиком для започаткованого спільно з ініціативою «LIKBEZ. Історичний фронт» проєкту «Відкрита школа історії». За словами його координатора Кирила Галушка, проєкт був сформований через необхідність «налагодити постійний робочий зв'язок між цехом фахових істориків і цехом фахових журналістів». В межах «Відкритої школи історії» в музеї що два тижня мали відбуватися відкриті науково-популярні публічні лекції експертів та фахівців на ті історичні проблеми, які є дражливими, актуальними, з приводу яких відбуваються суперечки в суспільстві. Свою підтримку проєкту також надали Український інститут національної пам'яті, Інститут історії України НАН України, Історичний факультет КНУ імені Тараса Шевченка. Першою стала лекція Кирила Галушка «Назва і простір: формування території України» 31 жовтня 2015 р.
Восени 2018 року, музей став майданчиком для поширення сучасних профільних знань серед українських музейників в межах освітнього проєкту «Школа музейних лідерів».

### Сьогодення
17 березня 2020 року, за результатами відкритого конкурсу, директором музею був призначений доктор історичних наук Андрощук Федір Олександрович.
Після початку великого військового вторгнення Росії в Україну 24 лютого 2022 року, постійна музейна експозиція та тимчасові виставки були демонтована, музейні артефакти переміщенні до безпечного місця. Музей отримував допомогу від європейських музеїв та культурних інституцій, спрямованих на порятунок історичної спадщини, та передавав її до регіональних українських музеїв, зокрема Охтирського, що дуже постраждав від російських обстрілів. ЄАА так оцінила діяльність музею у цей період: «Спільні зусилля протягом перших тижнів з захисту та евакуації артефактів дозволили зберегти десятки тисяч археологічних предметів, які перебували під загрозою. Лише в Національному музеї історії України йдеться про майже 120 тисяч таких предметів. Команда музею не лише кинулася захищати археологічну спадщину в перші моменти нападу, допомагаючи іншим регіональним музеям теж зробити це, а й, щойно стало безпечніше, продовжила проводити дослідження, відкривати нові виставки та провадити інформаційну діяльність, зокрема відстежуючи випадки мародерства в археології».
21 липня 2025 року генеральним директором призначено Земляну Олену Олександрівну.

## Структура
Філією музею є Скарбниця Національного музею історії України, де зібрані унікальні колекції виробів з дорогоцінних металів і коштовного каміння.
Відділом є Музей Української революції 1917—1921 років.

## Колекція
За кількістю і значенням колекцій музей є одним із провідних музеїв України. Фонди музею нараховують близько 800 тис. пам'яток історії та культури з найдавніших часів до сьогодення.
Музей має цінні археологічні, нумізматичні колекції, колекції холодної та вогнепальної зброї, етнографії, виробів зі скла, порцеляни. Близько 10 тис. одиниць зберігання нараховує колекція живопису, графіки та скульптури. Також є колекція документів XV—XXI століть, козацьких клейнодів, універсалів, грамот, листів гетьманів та козацької старшини, реліквії українського національно-визвольного руху ХХ століття.
Скарбниця Національного музею історії є філією закладу, де зібрані унікальні матеріали з дорогоцінних металів і коштовного каменю. Особливу цінність мають шедеври зібрання скіфського часу, вироби давньоруських майстрів, твори українських ювелірів ХІV — ХХ століття. Зокрема, відома в Україні та за її межами колекція єврейського культового срібла ХVІІІ — початку ХХ століття.

### Експозиція
Загалом постійна експозиція музею відображає історію України від найдавніших часів до сьогодення. Проте наприкінці лютого 2022 року, після початку широкомасштабного російського військового вторгнення в Україну, постійна музейна експозиці, разом з тимчасовими виставками, була демонтована, музейні артефакти переміщенні до безпечного місця. Станом на листопад 2023 року в музеї діє одинадцять тимчасових виставок, частина з яких присвячена війні Росії проти України: «Навала. Київський постріл», «Прапори Незалежності», «Сергій Єрмаков. Феномен українського кутюр'є», «Церква Богородиці Десятинна: архітектурно-мистецький образ», «Азовсталь: нові сенси», виставка зброї та спорядження «През шаблі маєм права!», «Концтабір Ягідне», «На зв'язку!», «Боротьба за незалежність. Творці. Епізоди», «День археолога: врятовані скарби», «Європа і Україна: діалог крізь віки».

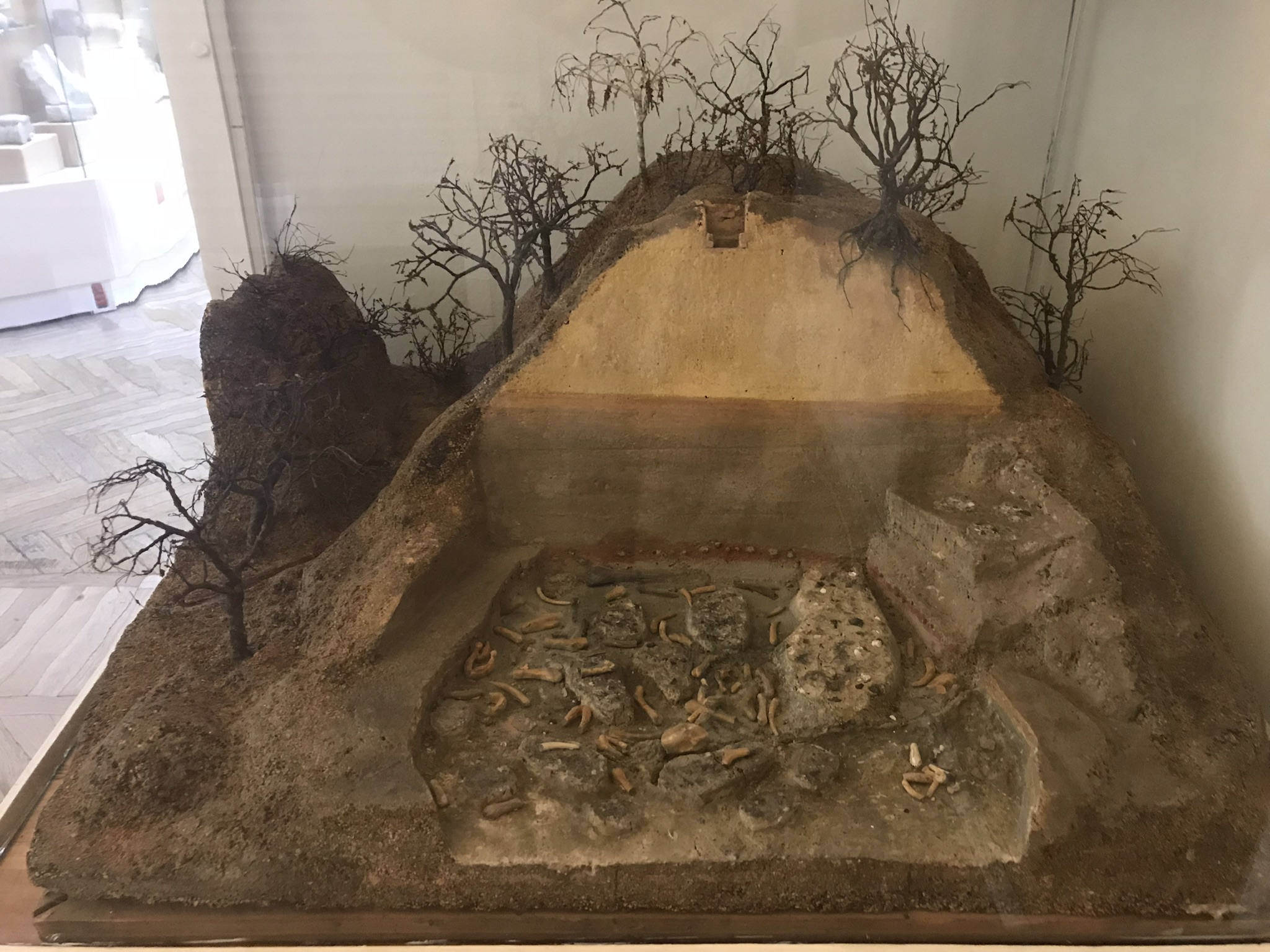
Макет Кирилівської стоянки, кін. XIX ст. Виготовлений на замовлення В. Хвойки.
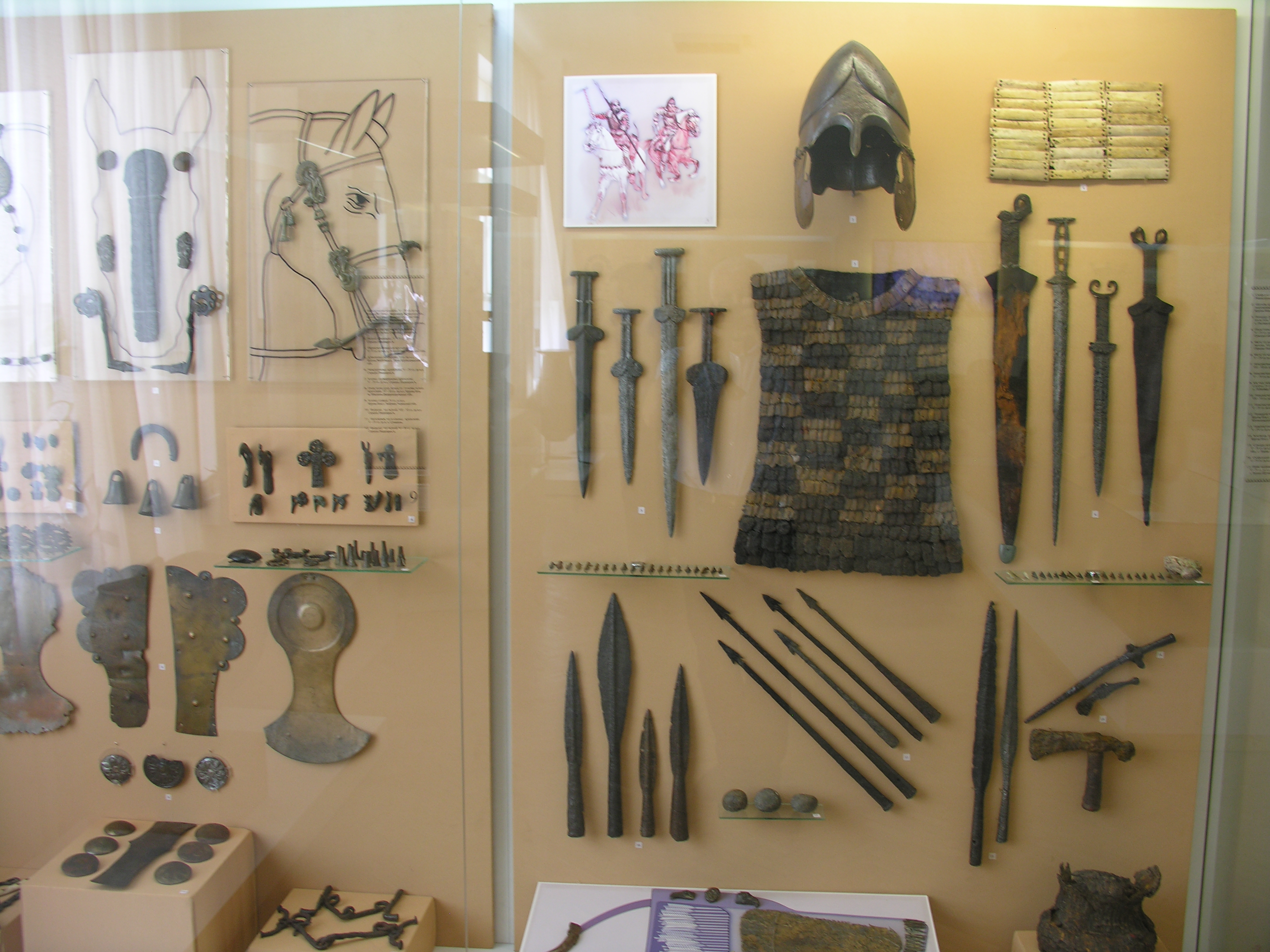
Частина експозиції присвячена скіфам
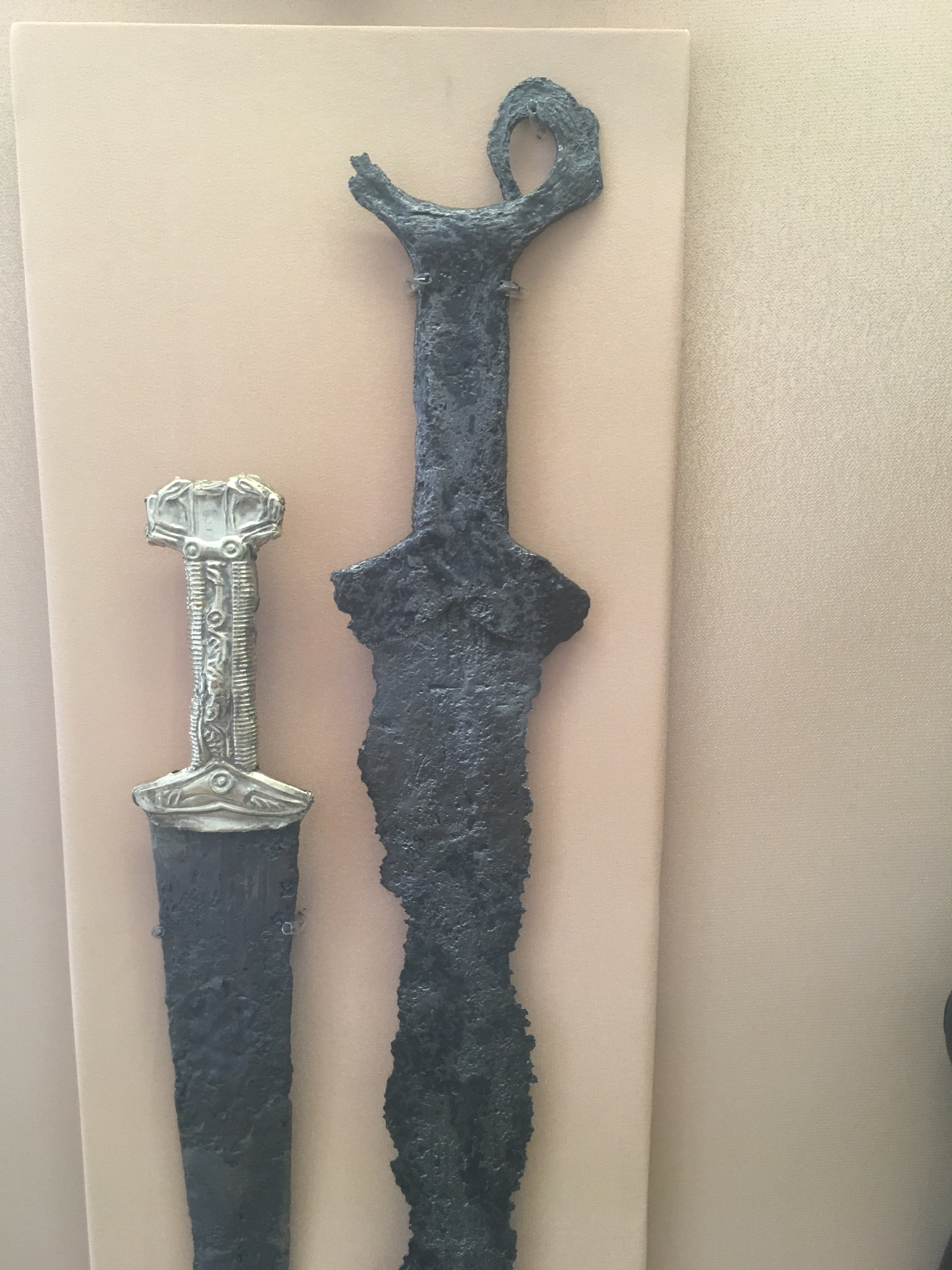
Залізний скіфський меч з золотим руків'ям з Більського городища
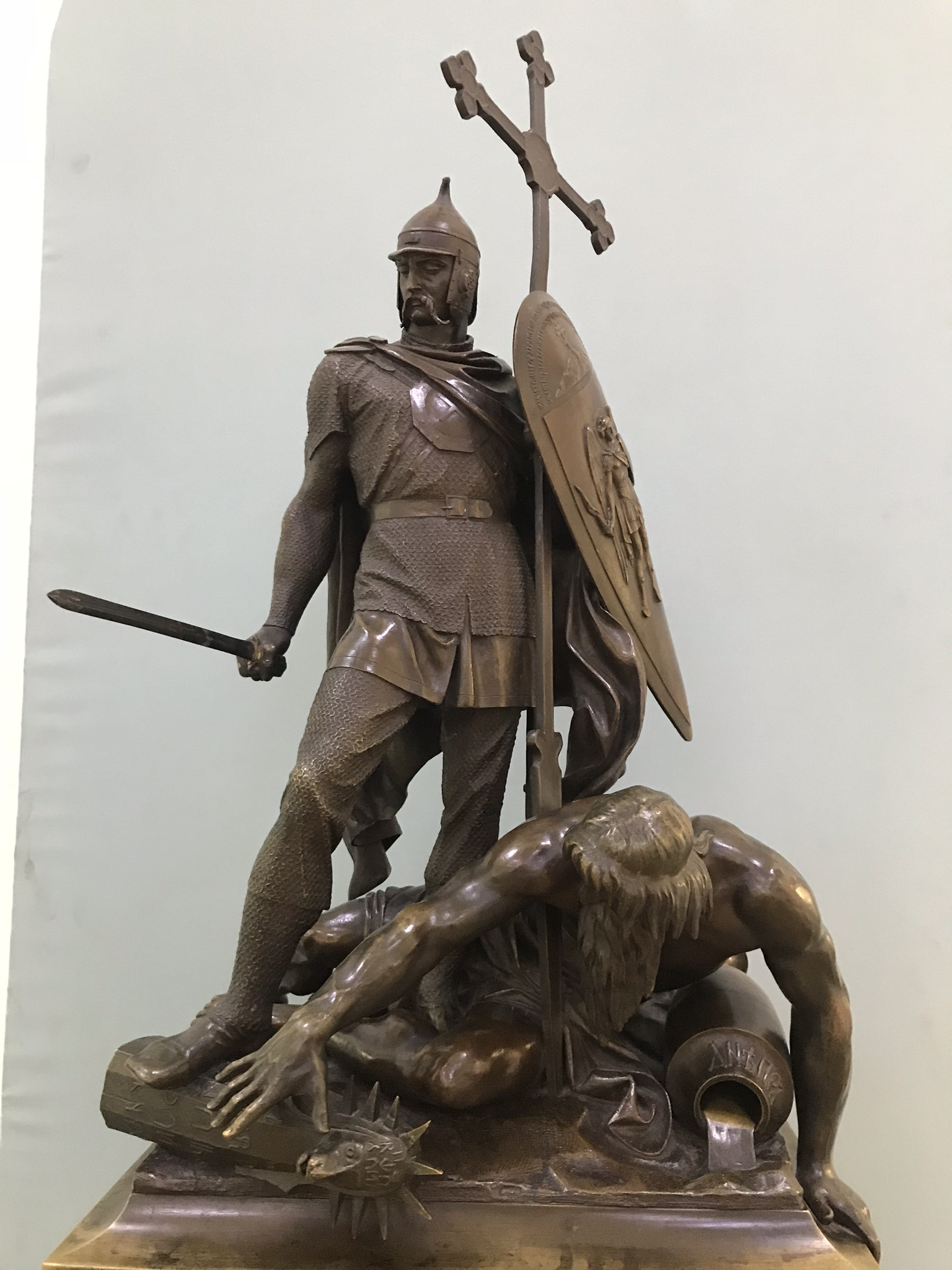
Проєкт пам'ятника князю Володимиру-Хрестителю, сер. XIX ст.
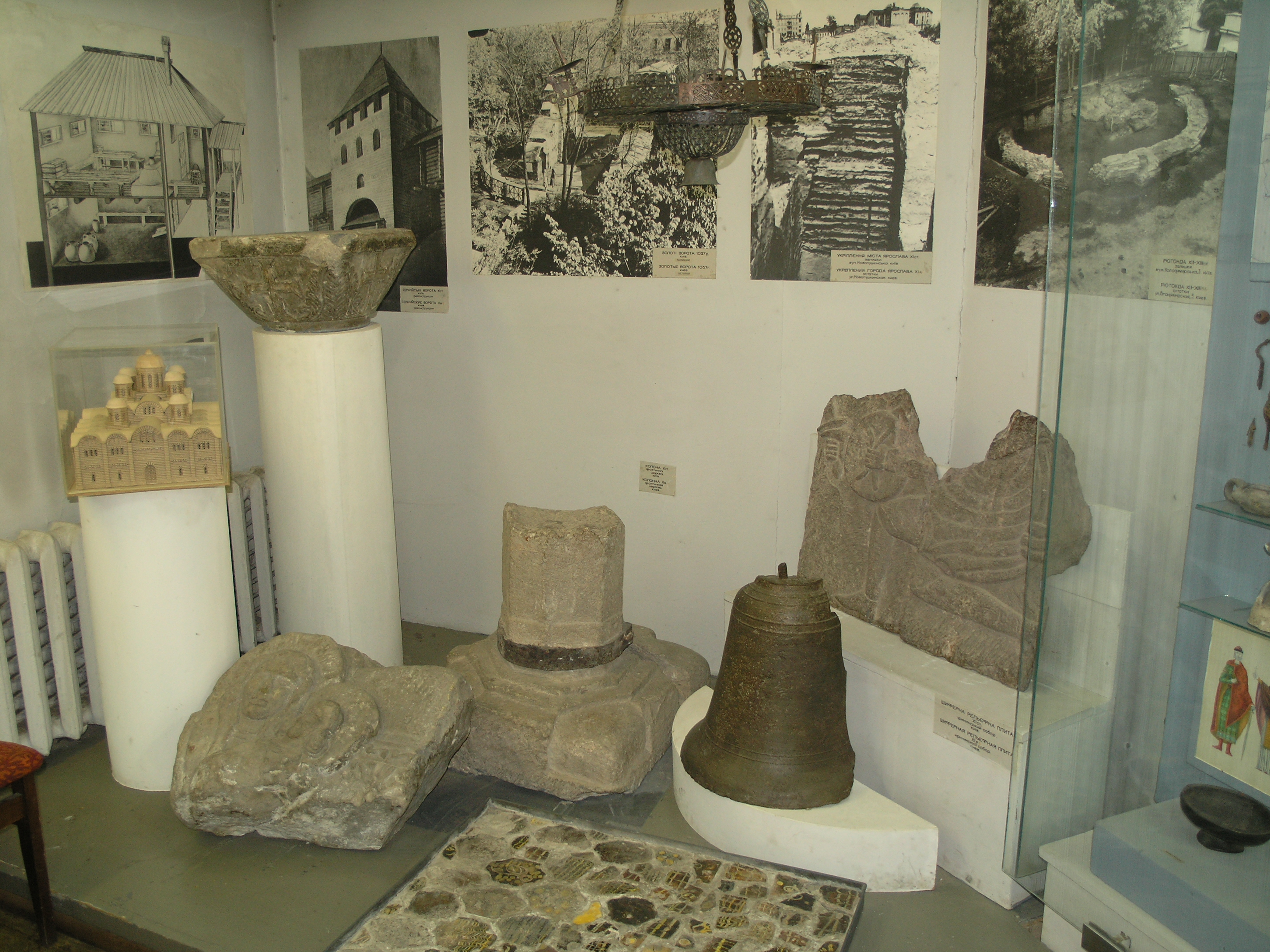
Фрагмент експозиції присвяченої добі Київської Русі.
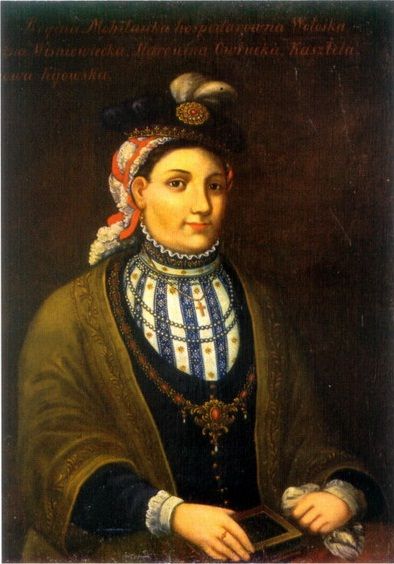
Портрет Раїни Вишневецької
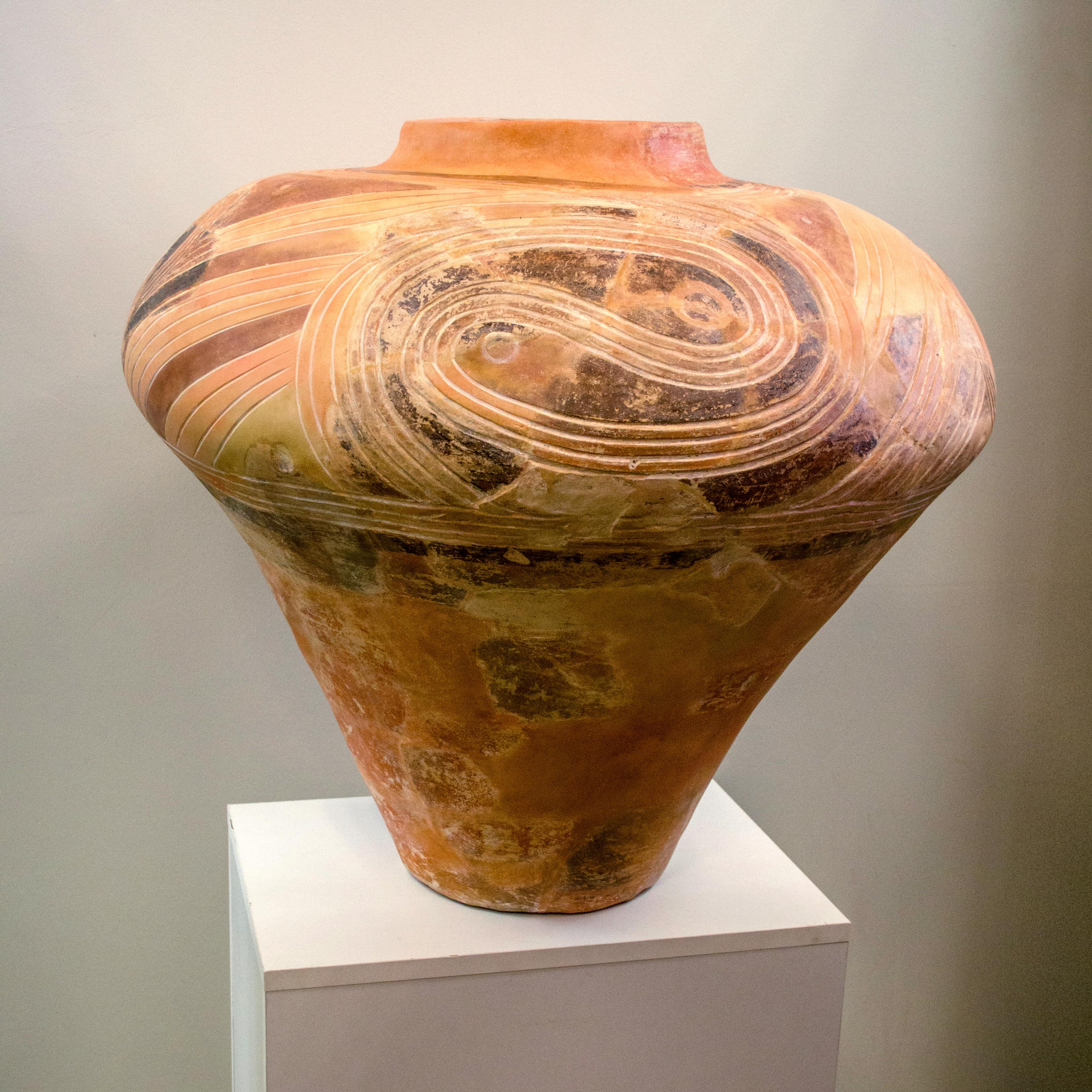
Трипільська кераміка
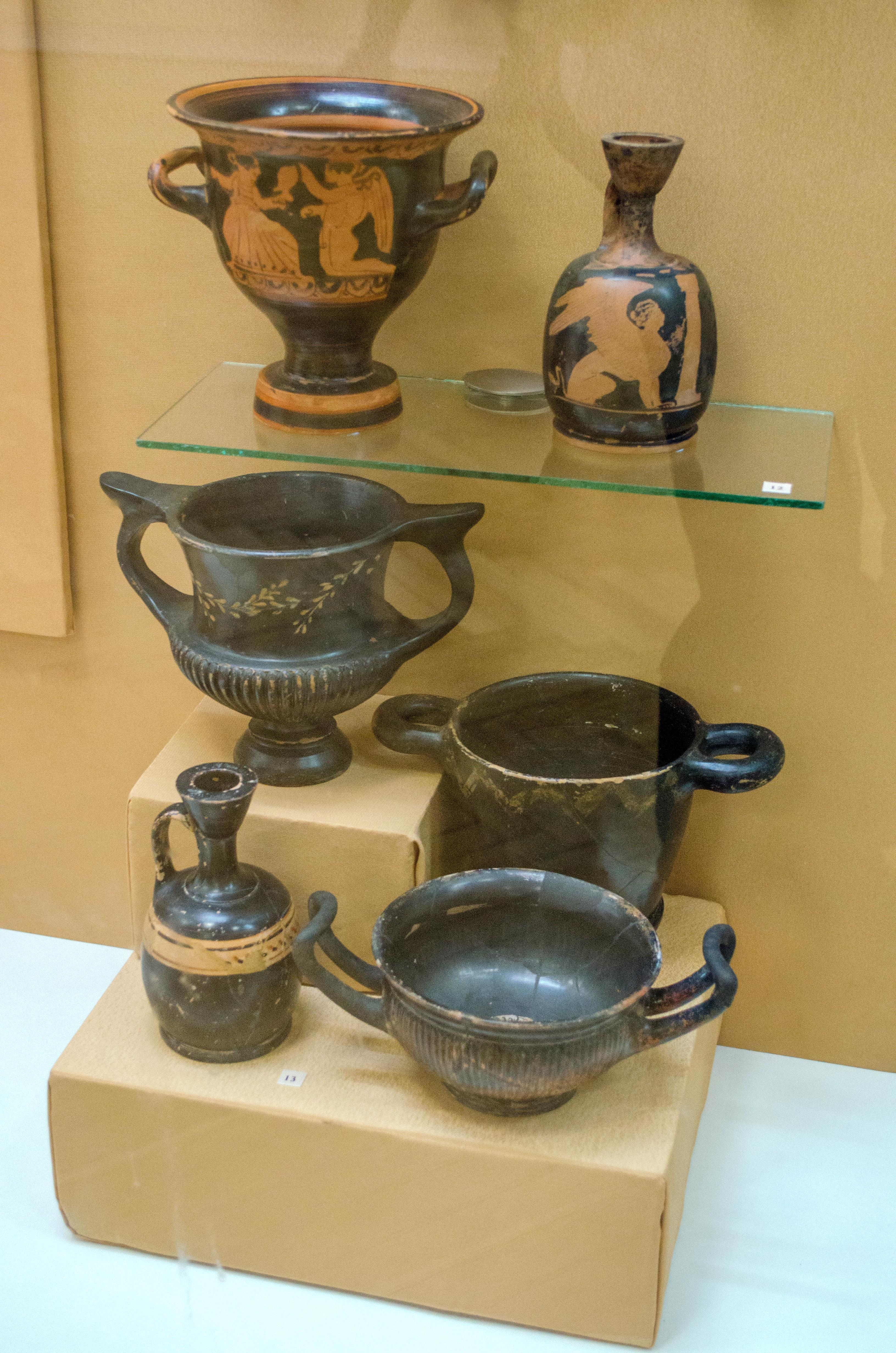
Давньогрецька кераміка
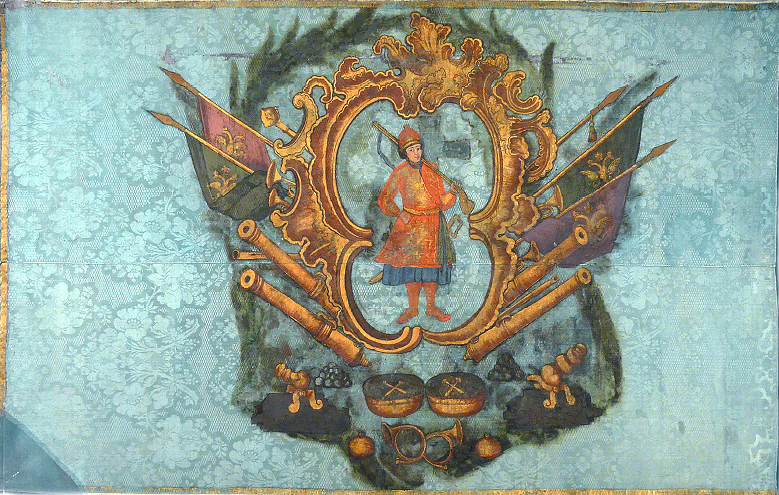
Прапор Сенченської сотні Лубенського полку, 1760-ті роки
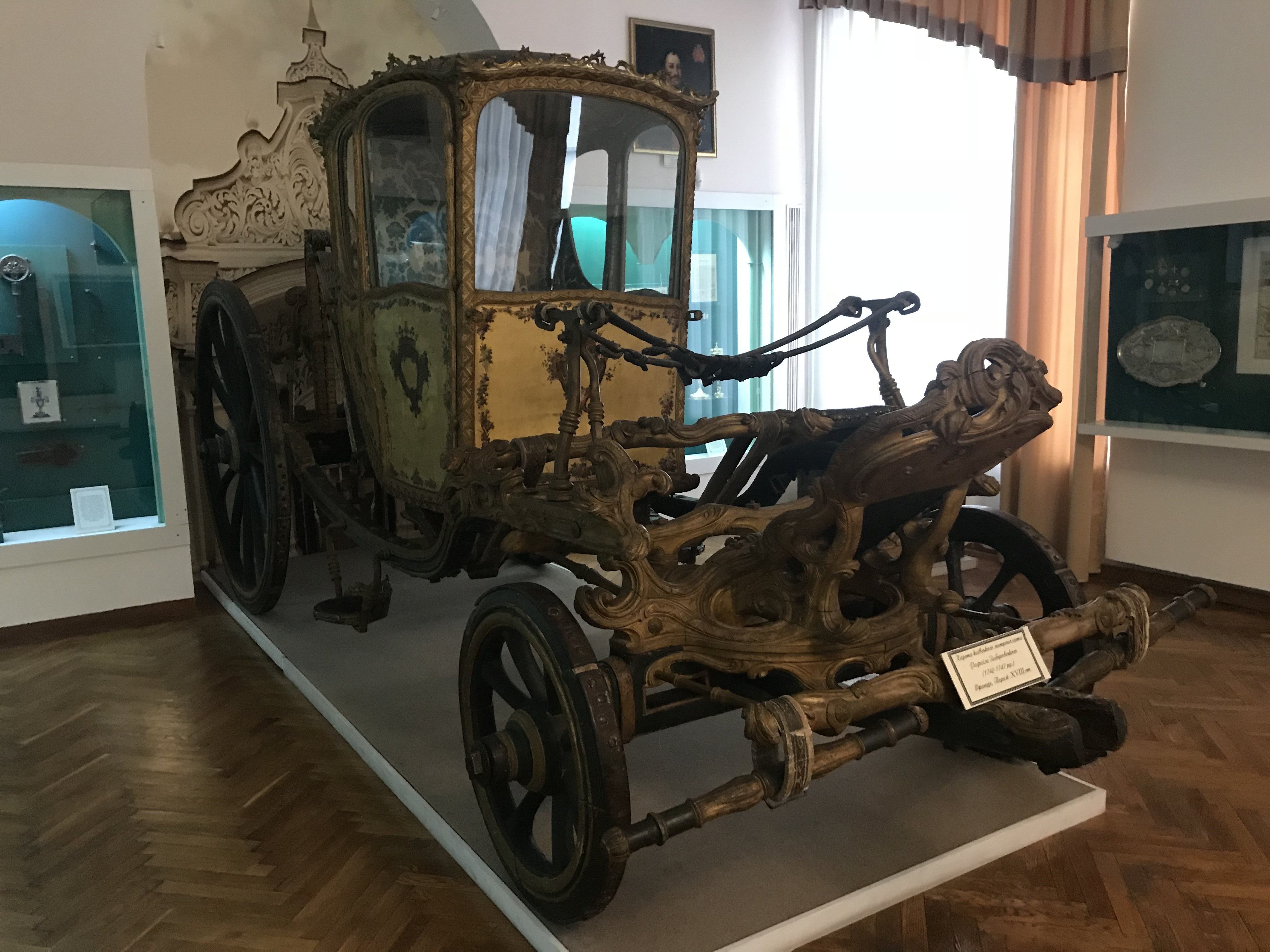
Карета київських митрополитів (XVIII ст.)
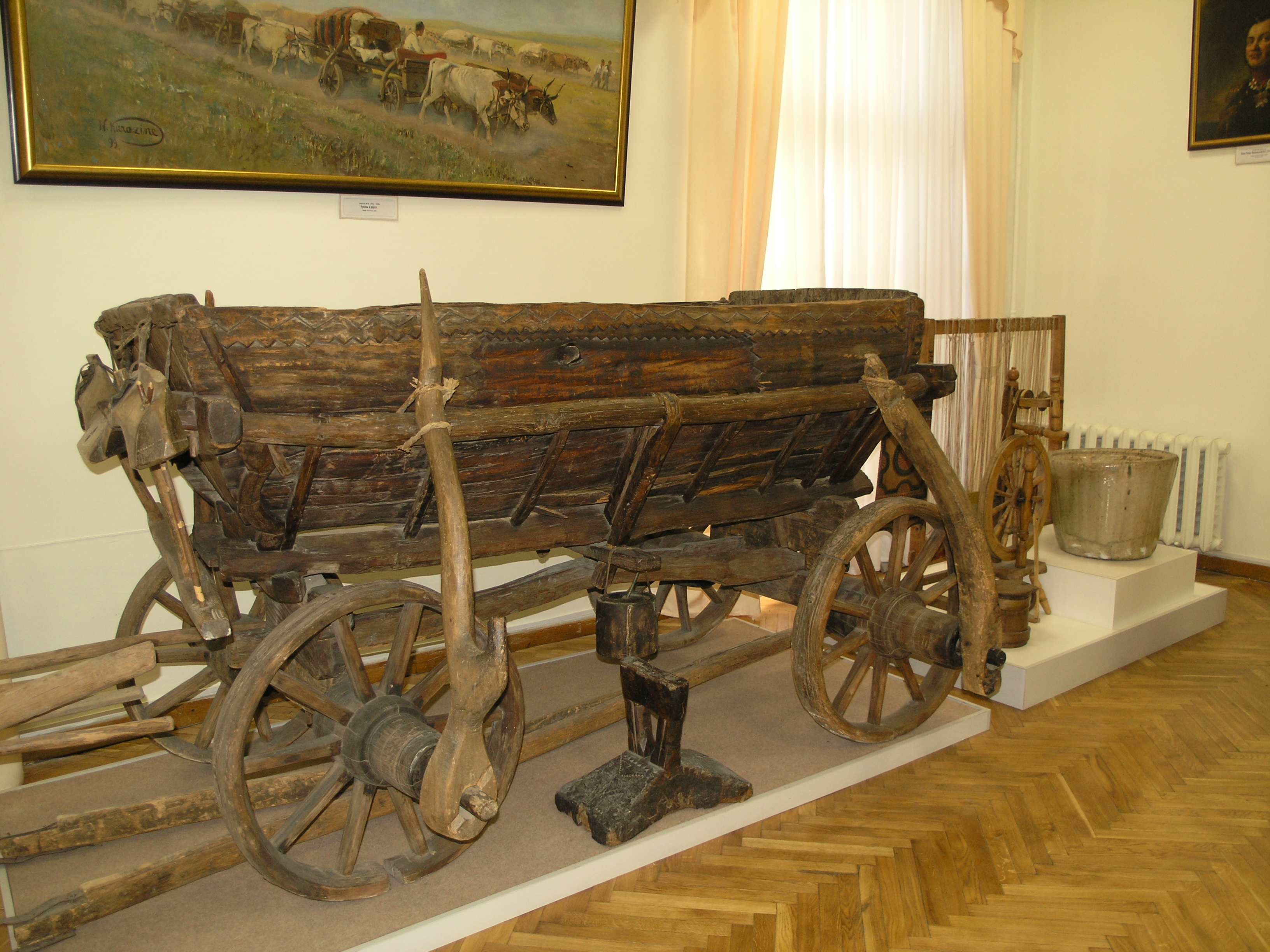
Чумацька мажа
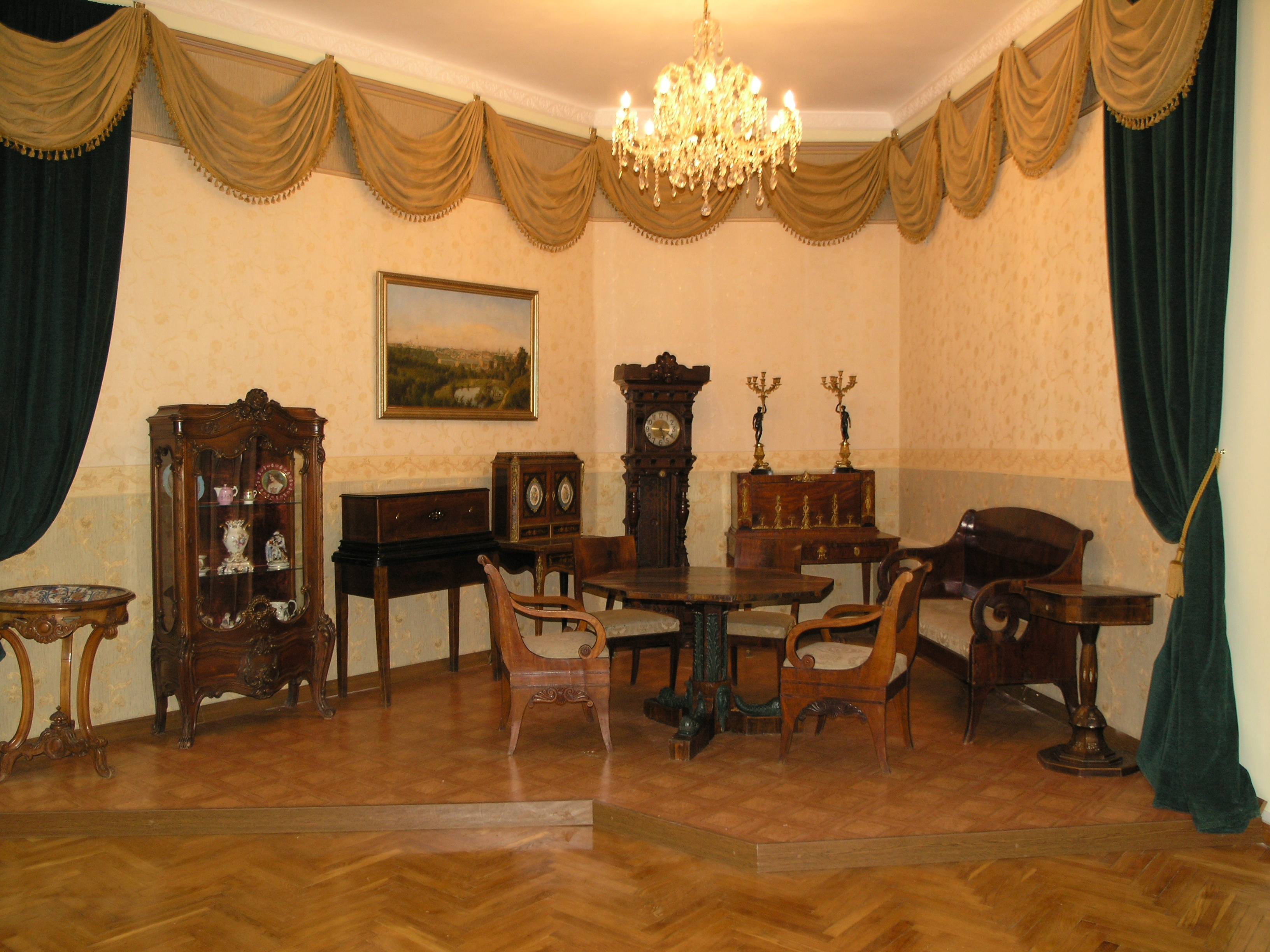
"Дворянський куточок" — фрагмент інтер'єру ХІХ століття
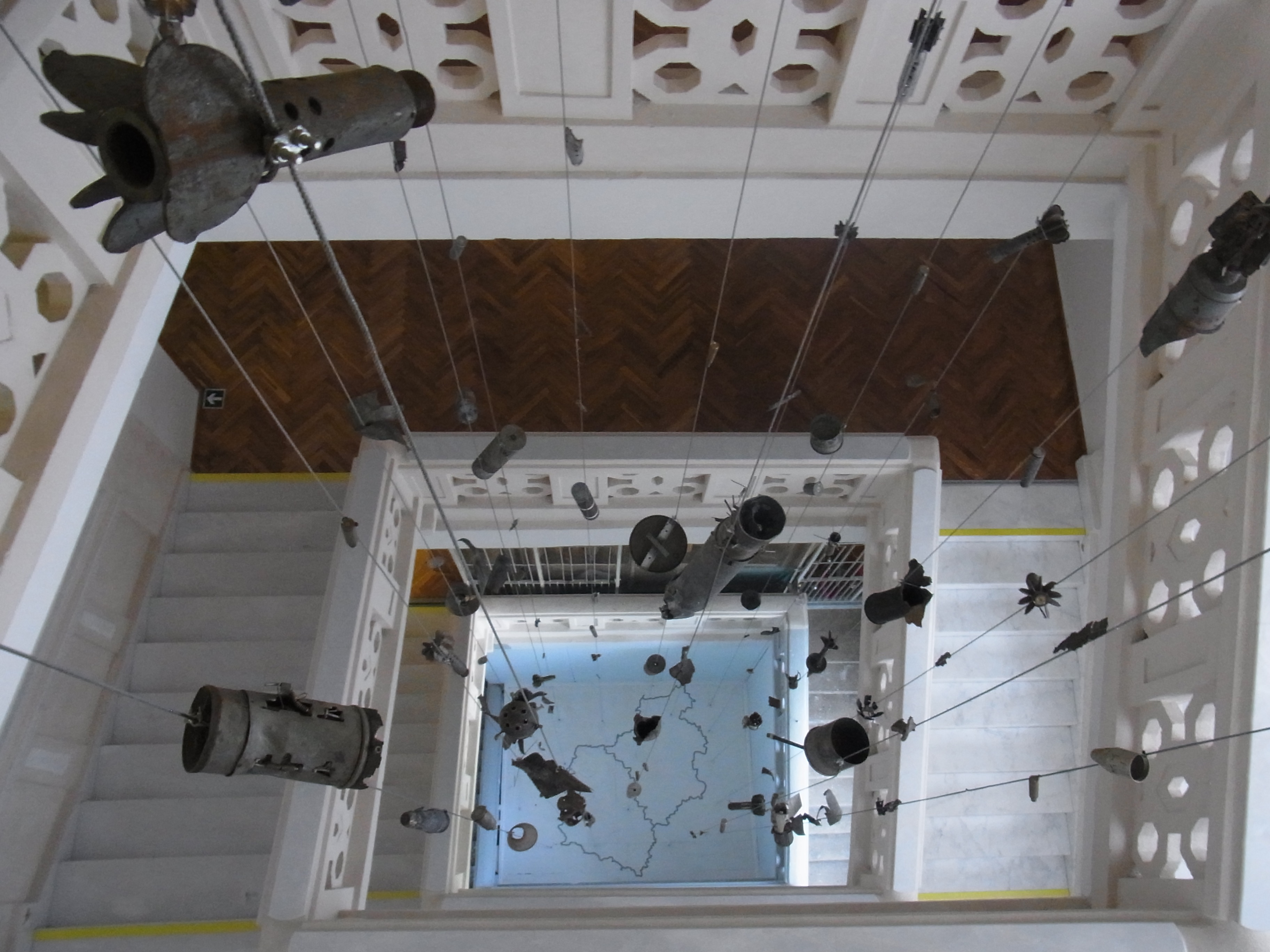
Інсталяція Микити Кадана, присвячена війні на Донбасі
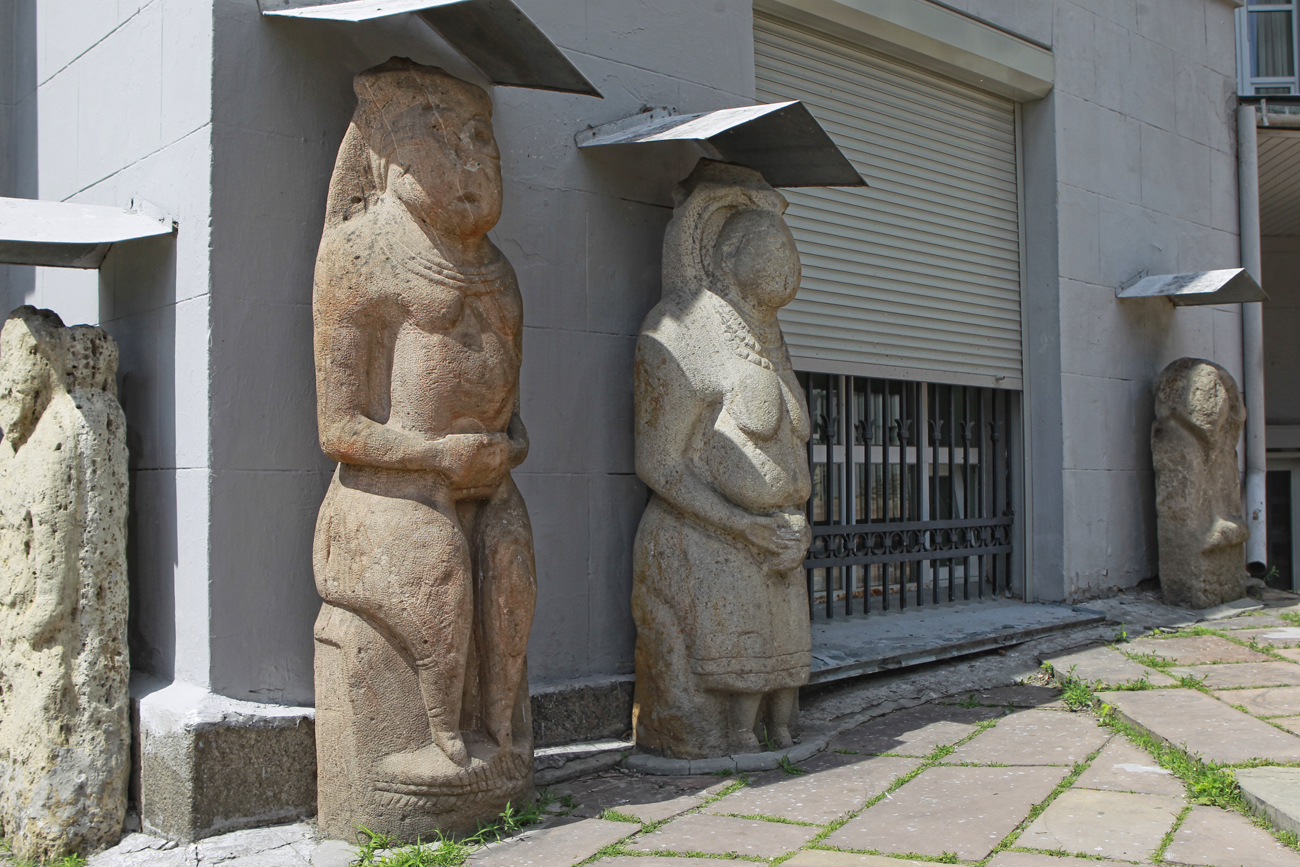
Кам'яні баби під стінами музею.

## Відвідування
Адреса музею: 25025, Київ, вул. Володимирська, 2. Телефон: +38 (044) 280-13-96 та +38 093 855 61 16 (вайбер, телеграм).
Музей працює щоденно — з 10:00 до 18:00, каса працює до 17:00.
Останній понеділок місяця — вхід безкоштовний для пільгових категорій відвідувачів. У музеї непрофесійна зйомка є безкоштовною.
Музей проводить екскурсії для відвідувачів українською, англійською та російською мовами. Проводяться як звичайні екскурсії, так й авторські екскурсії науковці. Також у музеї відбуваються лекції запрошених лекторів та співробітників музею, театралізовані екскурсії, екскурсії по території музею та Старокиївською горою, а також історичними місцевостями Києва, квести та інтерактиви, курси з історії України. Переважно для дітей проводяться інтерактивні екскурсії, квести, в тому числі й просто неба, дитячі програми, дитячі дні народження, майстер-класи, курси з підготовки до ЗНО, виїзні лекції. Анонсуються заходи переважно на вихідні.
Окрім продажу квитків на виставки та заходи, Національний музей історії України надає послуги з проведення наукових експертиз, надає свої приміщення та територію для професійних зйомок, продає світлини експонатів, здає в оренду приміщення для проведення виставок та заходів, займається реставрацією на замовлення, надає платне стажування тощо.

## Наукова робота
Наукова робота є одним з основних напрямків діяльності музею, в установі працює кілька десятків науковців.
Перше видання музею «Праці Київського державного історичного музею» вийшло друком у 1958 році. Щороку музей проводить власну науково-практичну конференцію. Її результати публікуються у Науковому віснику Національного музею історії України, що підсумовує наукову роботу установи впродовж року. У Скарбниці музею щороку проходить спеціалізована наукова конференція «Ювелірне мистецтво — погляд крізь віки».
В музеї було встановлено, що арабські монети дирхеми зі скарбу, знайденого в 1918 році у Києві, датовані початком ІХ століття. До того найдавніші арабські монети, які знаходили в місті, датувалися лише Х століттям. Це відкриття спростувало усталені твердження про економічні зв'язки давнього Києва.

## Головна будівля
Головний фасад музею виконано у класичних формах та розкрито до майданчика перед музеєм, а тил будівлі, що проглядається у панорамі Старокиївської гори, нагадує візантійські монументальні споруди.
Історик архітектури Борис Єрофалов так описує будівлю музею: «Точна посадка над Андріївським узвозом не випадкова. Його обрис робить з древнього пагорба справжню Гору. Будівля шанобливо розкрита у бік майданчика зруйнованої Десятинної церкви. Членування, ритм, деталювання й сам малюнок візантійських капітелей робить споруду нерозривною зі священним місцем.»
Перед будівлею архітектор спроєктував сходи цікавої форми з ліхтарними стійками. Біля будівлі, пізніше, на оглядовому майданчику встановлено камінь із викарбуваними на ньому словами з Повісті минулих літ «звідси руська земля стала бути» на староцерковнослов'янській мові..

### Історія будівлі

#### Будівництво
Будівлю було побудовано першою архітектурною майстернею Міськради як художню школу.
Спочатку будівля проєктувалась для будівництва на вул. Леніна, про що свідчить запис зроблений автором у 1980 р.: «На початку тридцятих років Київським міськвиконкомом мені, як архітектору майстерні Міськради, було доручено проєктувати Художню школу на ділянці, де зараз будується будинок „Київпроєкту“ по вулиці Леніна, трохи лівіше. Проєкт був зроблений і затверджений всіма інстанціями». Так само про первинне планування розташування будівництва на вулиці Леніна було написано в газеті «Більшовик» від лютого 1936 р. «В центрі м. Києва на вул. Леніна обрано місце для будівництва школи, що виховуватиме художньо обдарованих дітей».
Перед початком будівництва, без згоди Головного архітектурно-проєктного управління м. Києва та без погодження з автором проєкту, місце розташування школи було вирішено змінити. Рішення було прийнято у зв'язку з указом секретаря ЦК КП(б) У Станіслава Косіора, за яким було вирішено зберегти проєкт у первісному вигляді, розмістити будинок майбутньої школи на місці знесеної Десятинної церкви. Причина зміни місця розташування вказана не була. Можливо це був просто збіг, проте в одному з будинків, спочатку призначених під знесення у зв'язку з будівництвом школи на вул. Леніна, жив рідний брат Всеволода Балицького — тодішнього голови Раднаркому України, та за зміни місця будинок на вул. Леніна знесений не був.

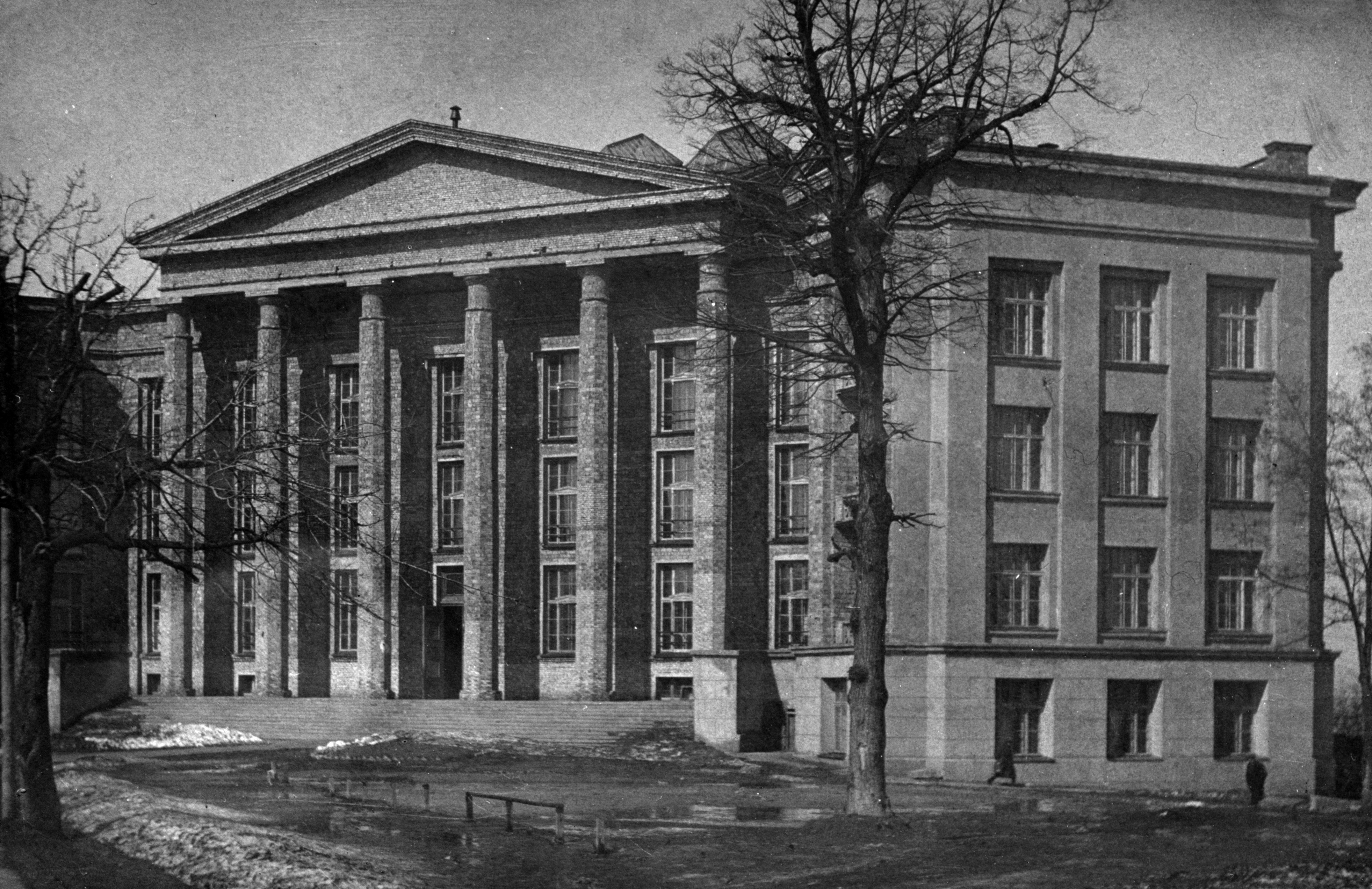
Будівля майбутнього музею у 1940 році.

Як тільки архітектор Йосип Каракіс дізнався про нове місце розташування школи «він почав категорично заперечувати проти нового місця, посилаючись на те, що це заповідна територія». Як видно з подальших архітектурних проєктів автора, він і надалі намагався запобігати будівництву на заповідних місцях, хоча в радянські часи це було надзвичайно важко). Була скликана комісія з обговорення будівництва, й після відмови автора будувати на цьому місці секретар ЦК України Павло Постишев наступивши Каракісу на ногу, прошепотів: «Не зробите ви, на цьому місці поставить цю ж школу хтось інший».
Зрозумівши неможливість уникнення будівництва на Старокиївській горі та проконсультувавшись з істориками, Каракіс запропонував розташувати будівлю в самому кінці Десятинного провулка (про що свідчить збережений оригінальний генеральний план забудови з місцем розташування будівель та з авторськими коментарями). Цей задум теж не був втілений в життя у зв'язку з великими витратами на будівництво фундаменту на крутому схилі гори. Врешті-решт «Каракісу вдалося відвоювати стародавні фундаменти, але школу на Старокиївській горі все-таки побудували.»

#### Ремонти та реконструкції
У 1952–1953 рр. провели реконструкцію будівлі, змінили конструкцію даху й прозорі скляні трикутні блоки призначені для кращого освітлення кімнат художньої школи, замінили на гладкіші.